# 야쿠사역
야쿠사역(일본어: 八草駅, やくさえき)은 일본 아이치현 도요타시에 있는 아이치 환상 철도와 아이치 고속 교통의 역이다.
부역명은 아이치 공업대학 앞이다. 역 번호는 아이치 환상 철도선이 18, 리니모 선이 L09이다.

## 역사
- 1988년 1월 31일 : 아이치 환상 철도선 신토요타 ~ 고조지 간 연장 개통하면서 영업 개시.
- 2004년
  - 10월 10일: 엑스포 야쿠사 역으로 개명함.
  - 11월 24일: 신역사 완성. 승강장을 1면 신설하여 상대식 승강장 2면 2선의 형태가 됨.
- 2005년
  - 3월 6일: 아이치 고속 교통의 엑스포 야쿠사 역이 개업. 아이치 환상 철도선의 신설 승강장 사용 개시.
  - 9월 27일: 아이치 지구 박람회 폐막에 따른 리니모 3번 선 승강장을 폐쇄함.
  - 10월 1일: 아이치 환상 철도 역이 야쿠사역으로 환원됨.
- 2006년
  - 1월 14일: 아이치 환상 철도선 1번 플랫폼 승강장 개수공사 완료됨.
  - 3월 18일: 아이치 환상 철도선 2번 플랫폼 승강장 교상화공사 완료됨.
  - 4월 1일 : 리니모 역이 야쿠사역으로 개명함.
- 2016년 3월 12일: 아이치 고속 교통 동부 구릉선 내에서 IC카드 승차권 manaca의 사용 개시.

## 역 구조

### 아이치 환상 철도
상대식 승강장 2면 2선의 지상역이다. 역사는 승강장 상공에 설치된 교상역이며, 아이치 고속 교통 동부구릉선 역사의 고가부와 연결된다. 개업 당초에는 단선 승강장 1면 1선의 구조였지만, 2004년 11월에 개조되어 현재의 구조가 되었다. 박람회 개최 기간은 열차를 우측 통행으로 고조지 방향 승강장과 오카자키 방향을 역전시키고 사용함으로써 엑스포 관람객 유도를 위한 동선을 확보했었다.
개통 시는 무인역이었다. 엑스포 이후 한동안은 특정 시간에만 역무원이 배치되어 역무원 배치 시간에만 자동 개찰기와 자동 매표기가 가동되었으나 이후 하루 동안 유인역으로 되었다. 배리어 프리에 대응하는 설비로 승강장과 개찰구 사이에 엘리베이터가 설치되어 있다.

#### 승강장
| 1 | ■ 아이치 환상 철도선 | 신토요타・기타노마스즈카・오카자키 방면 |
| 2 | ■ 아이치 환상 철도선 | 세토시・고조지 방면                     |

### 아이치 고속 교통
섬식 승강장 1면 2선의 고가역이다. 유인역으로 박람회 개최 기간은 현행 2번 선의 반대 측에 3번 선 승강장이 있었고 1번 선이 하차 전용, 2번 선이 폐쇄, 3번 선이 후지가오카 역 방향 승강장이었다. 안전 대책으로서 1,2번 선 승강장에 스크린도어가 설치되어 있다.
배리어 프리 대응으로서 출입구에 엘리베이터 4대가 설치되어 있다.

#### 승강장
| 1 | ■ 동부구릉선(리니모) | 하차 전용 승강장              |
| 2 | ■ 동부구릉선(리니모) | 게이다이도리・후지가오카 방면 |

## 역 주변
- 아이치 공업대학
- 도요타 야쿠사 간이 우체국
- 야쿠사 공민관
- 해상의 숲
- 국도 제155호선
- 국도 제248호선

## 사진

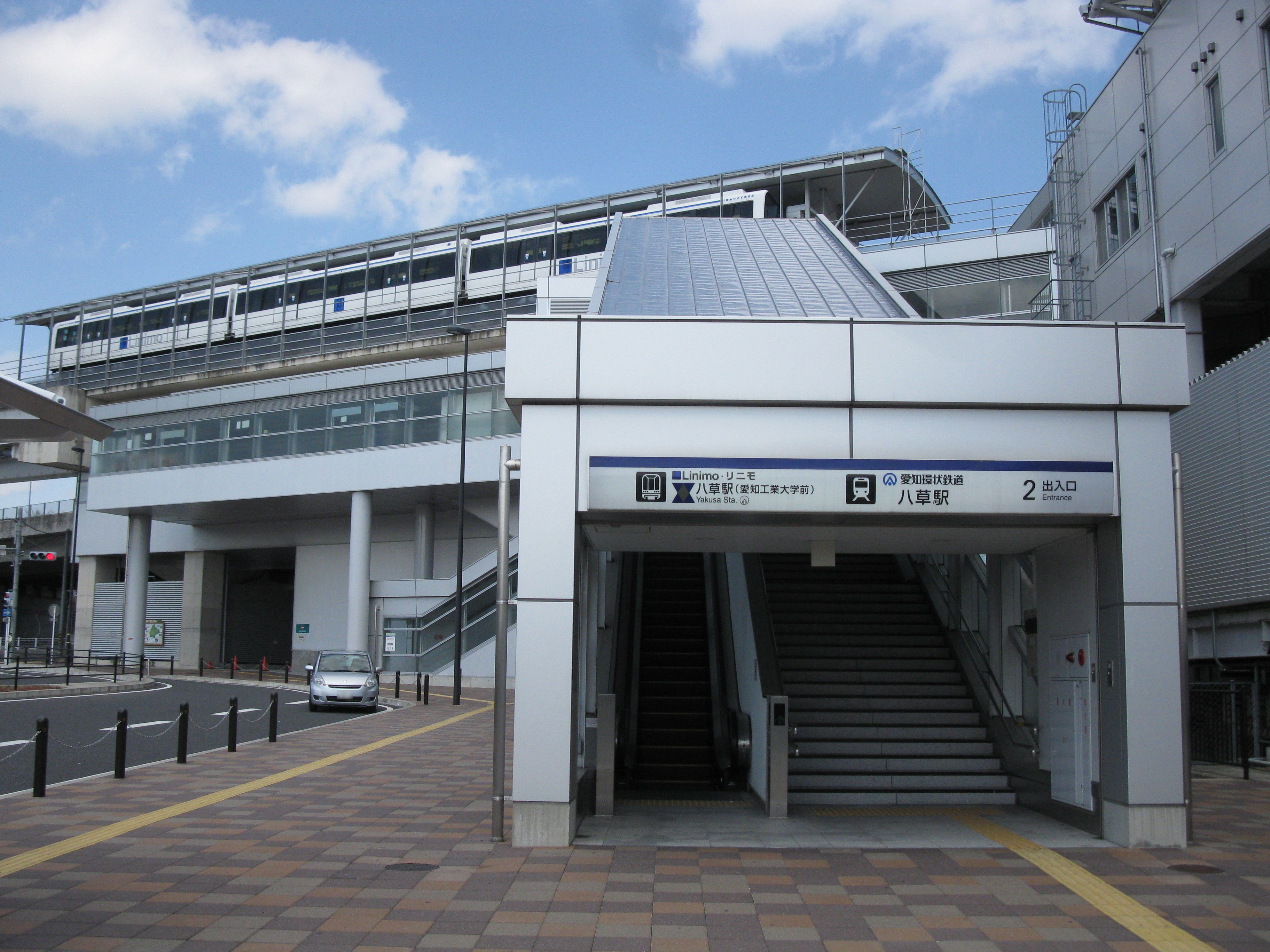
2번 출입구
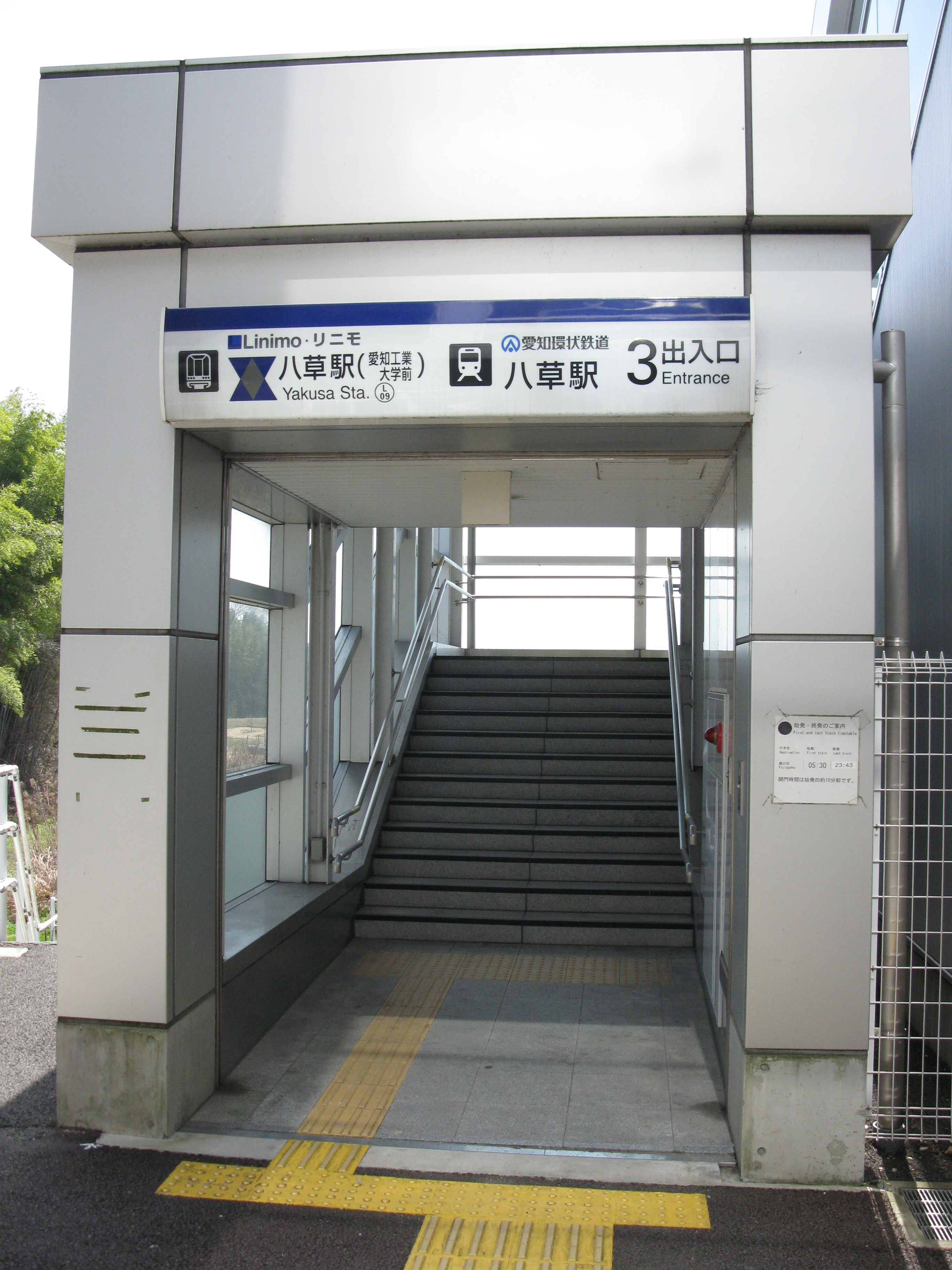
3번 출입구

## 인접역
| 아이치 환상 철도 ■ 아이치 환상 철도선 | 아이치 환상 철도 ■ 아이치 환상 철도선 | 아이치 환상 철도 ■ 아이치 환상 철도선 |
| ------------------------------------- | ------------------------------------- | ------------------------------------- |
| 17 사사바라 오카자키 방면             |                                       | 야마구치 19 고조지 방면               |
| 아이치 고속 교통 ■ 동부구릉선(리니모) |                                       |                                       |
| L 08 도지시료칸미나미 후지가오카 방면 |                                       | 시·종착역                             |